# Juego del muelle
El juego del muelle, también conocido como ruleta rusa sexual o juego del carrusel es un juego sexual colectivo que consiste en que varios hombres deben formarse en círculo estirados y sin ropa interior uno junto al otro mientras mantienen una erección. Luego, una o varias chicas deben desnudarse y proceder a sentarse sobre el pene sin preservativo de uno de los participantes para ser penetrada en un tiempo limitado, generalmente de 30 segundos hasta acabar el turno y luego pasar al siguiente, rotando sucesivamente de jugador. Finalmente, pierde el juego el participante que llegue antes al orgasmo y eyacule en la chica.
Esta práctica sexual se volvió una alerta de salud en varios países de América Latina y en España debido a que surgieron numerosos casos de adolescentes que resultaron embarazadas de manera imprevista ya que la mayoría de las veces el juego se realiza sin protección y bajo las influencias  del alcohol y las drogas.

## Origen
El primer caso del juego del muelle se dio en la ciudad colombiana de Medellín en 2013, donde una menor de edad confesó a medios locales que quedó embarazada tras participar en el juego, aunque se tienen registros de que este juego sexual ya se venía practicando desde 2009 en esa misma ciudad colombiana.

## Variantes
Según las reglas de este juego, también puede practicarse con varios hombres y una sola mujer, varias mujeres y un solo hombre o con la misma cantidad de hombres y mujeres. También existe la variante homosexual solo entre hombres.